# 中華民國對外貿易發展協會國際企業人才培訓中心
經濟部國際企業人才培訓中心（英語：International Trade Institute, Taiwan External Trade Development Council），簡稱ITI培訓中心，是經濟部國際貿易署委辦，中華民國對外貿易發展協會（外貿協會）執行營運，配合政府政策與市場需求負責提供經貿及外語專業培訓。

## 成立源起
經濟部國際貿易局委託外貿協會於1987年成立「貿易人才培訓中心」，開始『貿易人才養成班』(簡稱養成班)之運作，每年定期招收大專畢業青年，施以為期一至二年之經貿及外語密集訓練。
1999年8月18日，為因應全球化經貿發展趨勢，貿易人才養成班更名為『國際企業經營班』(簡稱國企班)，培訓目標由『國際貿易人才』調整至『國際行銷與經營人才』。
國際企業人才培訓中心由一名主任領導及一名副主任輔助。

## 培訓業務
培訓種類分為「專業培訓」、「在職訓練」及「新世代領導人訓練」三大類。
第一配合政府政策與市場需求，招收未來想從事國際貿易相關行業人員，培養擁有流利外語溝通能力與企業經營實務知識的經貿專才；第二旨在提昇中華民國業者貿易行銷經營能力。第三為強化台灣產業的國際競爭力，首次開始培養新世代領導人。

### 專業培訓
國際企業經營班(簡稱國企班）
國企班自1987年設立英語組起，視企業需求及市場趨勢陸續增辦日(自1989年起)、越南(自2015年起)、印尼(自2015年起)及泰語(自2017年起）等4個語組；曾開辦惟視市場需求暫予停辦之語組尚包含德(1988年～2020年止)、西(自1988年～2020年止)、法(1990年～2017年止)、俄(1991年～2017年止)、韓(2004年～2017年止)、阿(2009～2017年止）、葡(2009年～2019年止）等。
國際企業特訓班(簡稱特訓班）
1997年將「國際企業經營班」之課程加以調整規劃密集之精華課程，開辦半年期「 國際企業特訓班(原國際貿易特訓班)」，吸引有志從事貿易及國際行銷青年，經短期培訓後能加入外貿行列。 課程係按企業界實際需求規劃，內容分為經貿課程與商務英語兩大部分，第一類包括國際貿易實務、國際行銷及業務、數位行銷、商務法律及其他國貿人員應備知能課程，共計300小時；第二類為商務英語課程，共計400小時，總授課時數合計700小時。為期半年，在台北世貿中心台北校區上課。
外語課程
在課程內容方面，以國企班英語組為例，初期課程設計著重於奠定穩健紮實之聽說讀寫能力，另輔以時數不多之一般商業英文課程，後因經貿環境的改變，除奠定紮實之基礎外，特別注重商業語言及國際觀能力培養，如聽力課程教材由以台灣時事為主之ICRT改為具國際視野之BBC新聞英語，另商業英文教材改以簡報、會議、談判、社交、面談技巧、展覽、商業書信及報告撰寫等專題組成，強調以演練方式模擬在業界之商業行為，俾使學員在結業後快速踏入職場。外語專任教師群亦於每年定期檢討並更新教材，一般而言，每門教材皆擇定一本主教材，再視該教材不足處，補充參考教材，所有教師皆需依課程規劃之教材及進度授課，並於每學期接受校方及學員嚴格之評鑑。
經貿課程
國企班經貿單元課程顧問，每年參考國內外經貿發展情勢、業界需求及學員評鑑結果，調整課程內容及師資。國企班成立初期，經貿課程係由經濟、會計基礎課程，加上國際行銷、國際商法、國貿實務及企業管理單元組成，邀請具實務經驗之產、官、學界講師授課。後隨著定位調整為『國際行銷與經營人才』，陸續增加財務金融、以案例或實作方式帶領之企畫書、數位行銷及市場實戰等課程。又自民國104年起，因應學員對不同專業領域之學習需求，經貿課程調整為必修加選修架構，現除基礎經貿、管理與行銷、數位行銷、市場實戰及企畫書等必修單元外，亦規劃東南亞語、產業、國際商務、生活與藝術等單元選修課程。另加強學員自主學習，鼓勵學員籌組產業或市場社團。

### 在職訓練
國際企業在職班(原碩士後國際行銷班)
1999年開辦，針對國內外具學士學位者，提供210小時以國際行銷為主軸之實務訓練，利用週間晚上及週末上課，讓學員能於短期內擁有行銷專長，培養成為國際市場上最需要的全方位經理人才。在課程內容上採多元設計，共分為經貿基礎、國際行銷、企業管理、財務管理及專題講座五大部分，科目涵蓋經濟學、國際行銷導論、品牌化管理實務、網路行銷、商務會議簡報技巧、供應鏈管理及財務報表分析等，讓學員能在半年的密集訓練下，迅速建立完整的行銷觀念。
短期經貿暨語言專題班
1987年接受經濟部國際貿易局委託規劃辦理與經貿實務操作有關的專題與商務語言課程，上課時間從6至36小時不等，課程可分為「國際貿易」、「行銷企劃」、「企業經營」、「特殊語言」等四大項，由擁有經驗豐富、學識淵博的講師群授課，由淺入深的多樣課程設計，從新手入門到專業人士，再到高階主管，都能夠從專題班開課內容中找到適合進修的課程，是國內提供中小企業業者自我成長一站式課程的唯一來源（One-stop shopping）。
新南向人才儲備專班
為協助廠商培養新南向業務布局人才，加速拓展當地市場，委託外貿協會開辦24小時「新南向人才儲備專班」，從文化及經商環境..等層面，以培養有意外派東南亞及南亞國家的人才為目標，期快速累積學員對新南向市場的認知，瞭解文化差異問題及市場佈局經驗，幫助企業訓練南向人才，順利拓展當地市場。107年課程除了越南、泰國、馬來西亞及印尼等4個國家外，新增印度、緬甸及菲律賓等國，於台北、台中及高雄等地分別推出相關課程，內容包括：市場概況及趨勢、商業環境介紹、跨境電商、清真認證、常見的投資及稅務問題、拓銷及佈局經驗分享等。學程時數修滿授與證書。

### 新世代領導人訓練
企業高階主管實戰班
2017年9月，首度由貿協董事長黃志芳帶領貿協團隊，與新加坡國立大學李光耀公共政策學院亞洲競爭力研究所(ACI)合作，為企業主及高階經理人量身規劃【企業高階主管實戰班】，並於2018年3月隆重推出第二期企業高階主管實戰班。

## 培訓規模
為配合業界對中高階行銷專才之大量需求，本中心由早期之每年招生約100人、1998年增至約165人、2001年增至約210人、2012年增至約260人、2014年增至約320人至今。其中2000年及2001年分別新增1年期之經貿組及英語組。2012年新增1年期服務業菁英班。2017年新增1年期越南語組。2014年,經濟部奉總統指示於中、南部設立國企班培訓基地，外貿協會遂於2014年與台中中興大學簽約合作辦理國企班台中校區，另於2016年與高雄中山大學合作成立國企班高雄校區。
目前班別︰新竹校區兩年期英語組為A班；兩年期日語組為B班；一年期經貿組與歐亞語組為C班；一年期英語組與越南語組為D班；台中校區兩年期英語組為H班，高雄校區兩年期英語組與兩年期東南亞語組為K班。

## 歷屆主任
- 第一屆︰陳宜人 (1988-1990)
- 第二屆︰徐秋雄 (1990-2002)
- 第三屆︰溫月火求 (2002-2006)
- 第四屆︰陳谷海 (2006-2013)
- 第五屆：龔維新 (2013-2017)
- 第六屆：張揚鴻 (2017-2020)
- 第七屆：羅淑芬 (2020-2023)
- 第八屆：楊光明 (2023-迄今)

## 校區位置

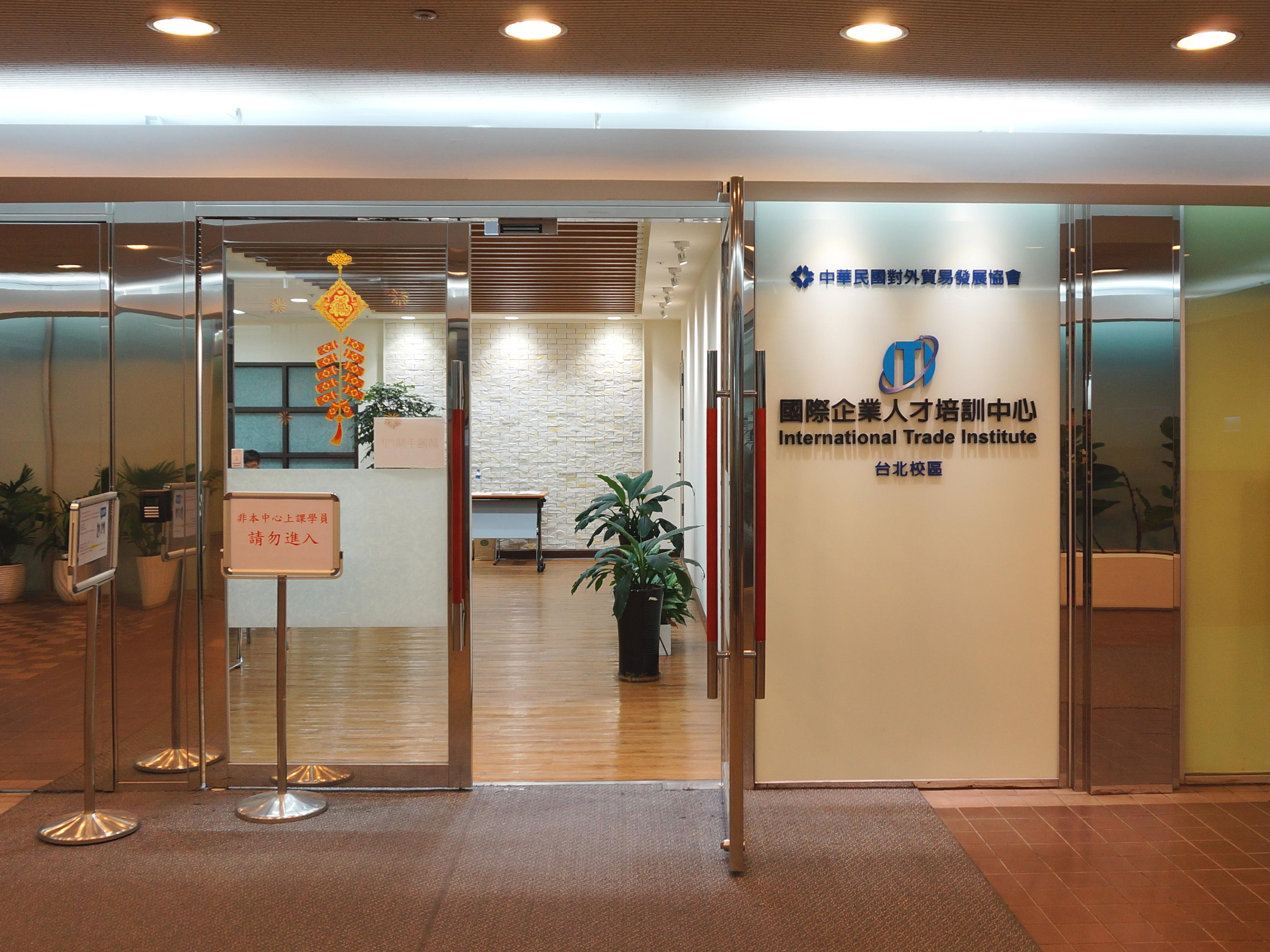
ITI台北校區

ITI台北校區位於台北世界貿易中心展覽大樓2樓，主要業務包括國際企業經營班、國際企業特訓班、國際企業在職班、短期經貿暨語言專題班及新南向人才儲備專班。新竹校區位於國立清華大學、國立陽明交通大學間的經濟部經貿人員培訓所。台中校區位於外貿協會臺中辦事處，高雄校區則位於國立中山大學文學院。

## 歷史大事記

### 海外研習
1991年起，新增海外企業研習課程，俾磨練學員外語能力及增進學員對研習地區市場特性、商業習慣及文化之瞭解。英文組海外研習八週，儘可能安排於當地寄宿家庭，使學員深刻浸淫於研習英語環境。日語組海外研習五週，第一週為團體企業參訪，第二至五週分赴福岡、橫濱及東京進行個別企業研修。研習內容多包含客戶接待、行銷提案、生產線體驗等工作，讓學員實際接觸日本職場文化。

### 歐亞語組海外派訓
1998年起因考量歐亞語組之經濟規模及培訓成效，歐語組由國內培訓加上6至8週之海外研習調整為9至10個月之海外派訓，歐亞語組學員第一年於國內完成經貿及英語課程後，第二年分赴德、西、葡、越南、印尼及泰國等各國學習主修之語言。

### 建教合作
2005年開辦，國企班除提供學員海外企業研習課程外，另開發與企業之建教合作模式提供學員多一項選擇，學員可至企業之海外據點見習，在結業前讓學員能提早與就業市場接軌。

### 校友經營
2010年協助校友會辦理各項校友與在校生交流聯誼活動並代為申請社團法人設立，為校友會永續經營。國企班目前已有5,025位校友，近年加強辦理各行各業校友返校擔任業師，與在校學員交換學習心得及提供職場相關訊息。

## 知名校友
- 王善弘(日語組)-廣達電腦業務處長
- 李芃君(俄語組)-台灣大哥大副總經理
- 李駿賢(西語組)-微星科技系統通路業務部業務經理
- 吳映薇(法語組)-VIZIO副總經理
- 吳育宏-知名行銷顧問專家
- 范執平-凱鼎科技副總經理
- 林孟彥-台灣科技大學教授
- 洪崇仁-華碩電腦法務長
- 洪健文(德語組)-榮昌科技執行長[3]
- 凃志傑-GogoroHuman Resources Director
- 莊偉中(日語組)-丸莊醬油副總經理，曾任日商ROHM半導體業務
- 陳友忠-宏碁集團總經理
- 崔國斌(日語組)-曾任華碩電腦日本、印度總經理，仁寶電腦業務處長
- 葉俊宏-臺灣天虹時尚創意產業有限公司業務經理
- 張偉昌-福特六和汽車副總經理
- 董守謙-江蘇水中仙國際酒店策略執行長
- 耿中庸(俄語組)-臺北莫斯科經濟文化協調委員會駐莫斯科代表處代表(大使)
- 楊宏理(日語組)-研華科技嵌入式物聯網平台事業群副總經理暨海外新興市場行銷總經理